# イン・ア・センチメンタル・ムード (アルバム)
『イン・ア・センチメンタル・ムード』（In a Sentimental Mood）は、アメリカ合衆国のミュージシャン、ドクター・ジョンが1989年に発表したスタジオ・アルバム。新たに契約を得たワーナー・ブラザース・レコードから発売された。

## 背景
メジャー・レーベルとの契約を失っていたドクター・ジョンは、以前所属していたアトランティック・レコードの社長アーメット・アーティガンに再契約を打診するが、アーティガンはドクター・ジョンから送られてきた曲を他のバンドに提供しようとしたため、交渉は決裂した。そして、ドクター・ジョンは旧知のトミー・リピューマを介してワーナーと契約し、リピューマは本作のプロデュースも担当した。
全曲ともスタンダード・ナンバーのカヴァーで、「メイキン・フーピー!」にはリッキー・リー・ジョーンズがゲスト参加した。大部分の曲はロサンゼルス録音だが、「キャンディ」と「ラヴ・フォー・セール」の2曲のみニューヨークで録音され、このセッションではデヴィッド・バラードとハーリン・ライリーがリズム隊を務めた。

## 反響・評価
アメリカでは『デスティヴリー・ボナルー』（1974年）以来15年ぶりのBillboard 200入りを果たし、142位を記録。また、『ビルボード』のジャズ・アルバム・チャートでは自身初の1位を獲得した。収録曲「メイキン・フーピー!」は、グラミー賞最優秀ジャズ・ボーカル・パフォーマンス賞を受賞した。
William Ruhlmannはオールミュージックにおいて5点満点中3点を付け「彼は『グリ・グリ』の頃から変わってしまったかもしれないが、ドクター・ジョンはメロウになっても味わいがある」と評している。

## 収録曲
5.のみインストゥルメンタルとして収録された。
1. メイキン・フーピー! - "Makin' Whoopee!" (Gus Kahn, Walter Donaldson) - 4:07
2. キャンディ - "Candy" (Alex Kramer, Joan Whitney, Mack David) - 5:31
3. アクセンチュエイト・ザ・ポジティヴ - "Accentuate the Positive" (Johnny Mercer) - 3:53
4. マイ・バディ - "My Buddy" (G. Kahn, W. Donaldson) - 3:48
5. イン・ア・センチメンタル・ムード - "In a Sentimental Mood" (Duke Ellington, Irving Mills, Manny Kurtz) - 4:04
6. ブラック・ナイト - "Black Night" (Jessie Mae Robinson) - 4:10
7. ドント・レット・ザ・サン・キャッチ・ユー・クライン - "Don't Let the Sun Catch You Cryin'" (Joe Greene) - 4:52
8. ラヴ・フォー・セール - "Love for Sale" (Cole Porter) - 5:16
9. モア・ザン・ユー・ノウ - "More Than You Know" (William Rose, Edward Eliscu, Vincent Youmans) - 4:36

## 参加ミュージシャン
- ドクター・ジョン - ボーカル、ピアノ、キーボード
- リッキー・リー・ジョーンズ - ボーカル(on #1)
- ヒュー・マクラッケン - ギター
- ポール・ジャクソン・ジュニア - アコースティック・ギター(on #1)
- ラリー・ウィリアムズ - シンセサイザー(on #1, #3, #6)
- エイブラハム・ラボリエル - ベース(on #1, #3)
- デヴィッド・バラード - ベース(on #2, #8)
- マーカス・ミラー - ベース(on #4, #5, #6, #7, #9)
- ハーヴィー・メイソン - ドラムス(on #1, #3, #6)
- ハーリン・ライリー - ドラムス(on #2, #8)
- ジェフ・ポーカロ - ドラムス(on #4, #5, #7, #9)
- レニー・カストロ - パーカッション(on #8)
- Trazi - パーカッション(on #8)
- デヴィッド・ファットヘッド・ニューマン - サクソフォーン・ソロ(on #2)
- ジョエル・ペスキン - サクソフォーン・ソロ(#3)
- ラルフ・バーンズ - ホーン・アレンジ
- マーティ・ペイチ - ホーン・アレンジ、ストリングス・アレンジ